# Castell de Tagamanent
El castell de Tagamanent fou construït dalt del penyal del Tagamanent, que s'alça a 1056 m en un entorn dominat per boscos d'alzinar, pinedes i rodals de roures als torrents. L'estratègica situació d'indret fronterer entre el comtat d'Osona i el comtat de Barcelona li ha valgut la importància històrica i l'interès de comtes i reis per no perdre'n possessió. Era un indret fàcilment defensable doncs els accessos al cim són molt escassos. S'hi accedeix a través d'una carretera asfaltada gairebé fins dalt de tot, la qual surt del poble de Tagamanent, arran del Congost, i duu a les masies de Bellver i Ca l'Agustí. L'edifici està declarat bé cultural d'interès nacional.

## Descripció
Del Castell de Tagamanent tan sols en resten alguns basaments de murs corresponents a l'edifici principal, i restes dels murs de defensa en dos llocs. El castell ocupava la plataforma del turó de Tagamanent conjuntament amb l'església de Santa Maria de Tagamanent, coneguda des del 993 i què ha patit nombroses agressions i reformes i on a principis del segle XXI no es practica culte. A l'entorn d'aquesta església hi ha vestigis que podrien correspondre a l'antic castell; avui, però, és difícil precisar les estructures i la disposició de l'antiga fortalesa.
A l'extrem nord del turó, s'endevina l'antiga cisterna del conjunt, excavada a la roca en tres dels seus costats i amb un mur de contenció en el costat restant. Al seu costat, hi ha les restes enterrades del que probablement és un dipòsit de filtre de les aigües pluvials.

## Història del conjunt

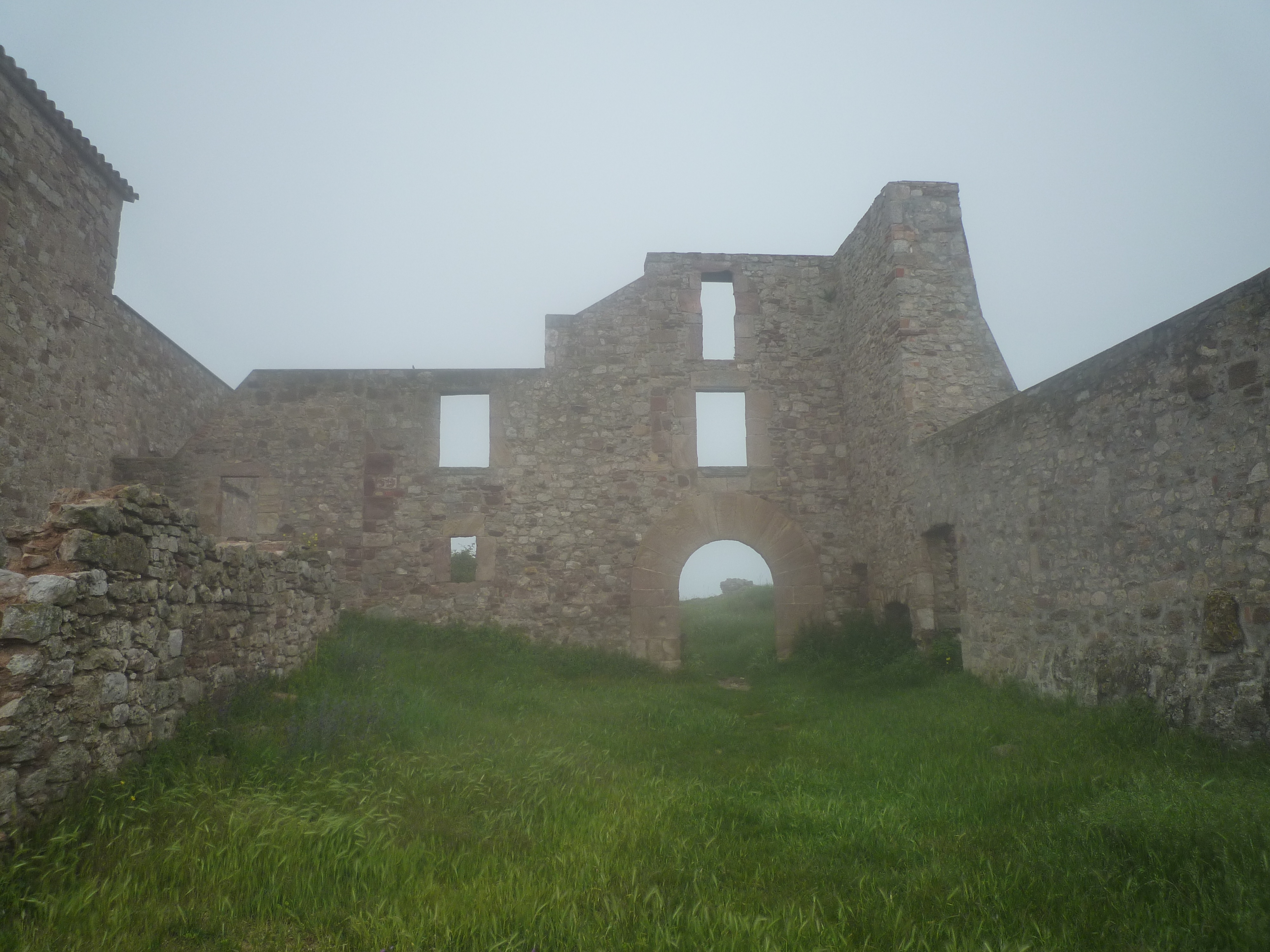
Interior del Castell de Tagamanent (juny 2011)

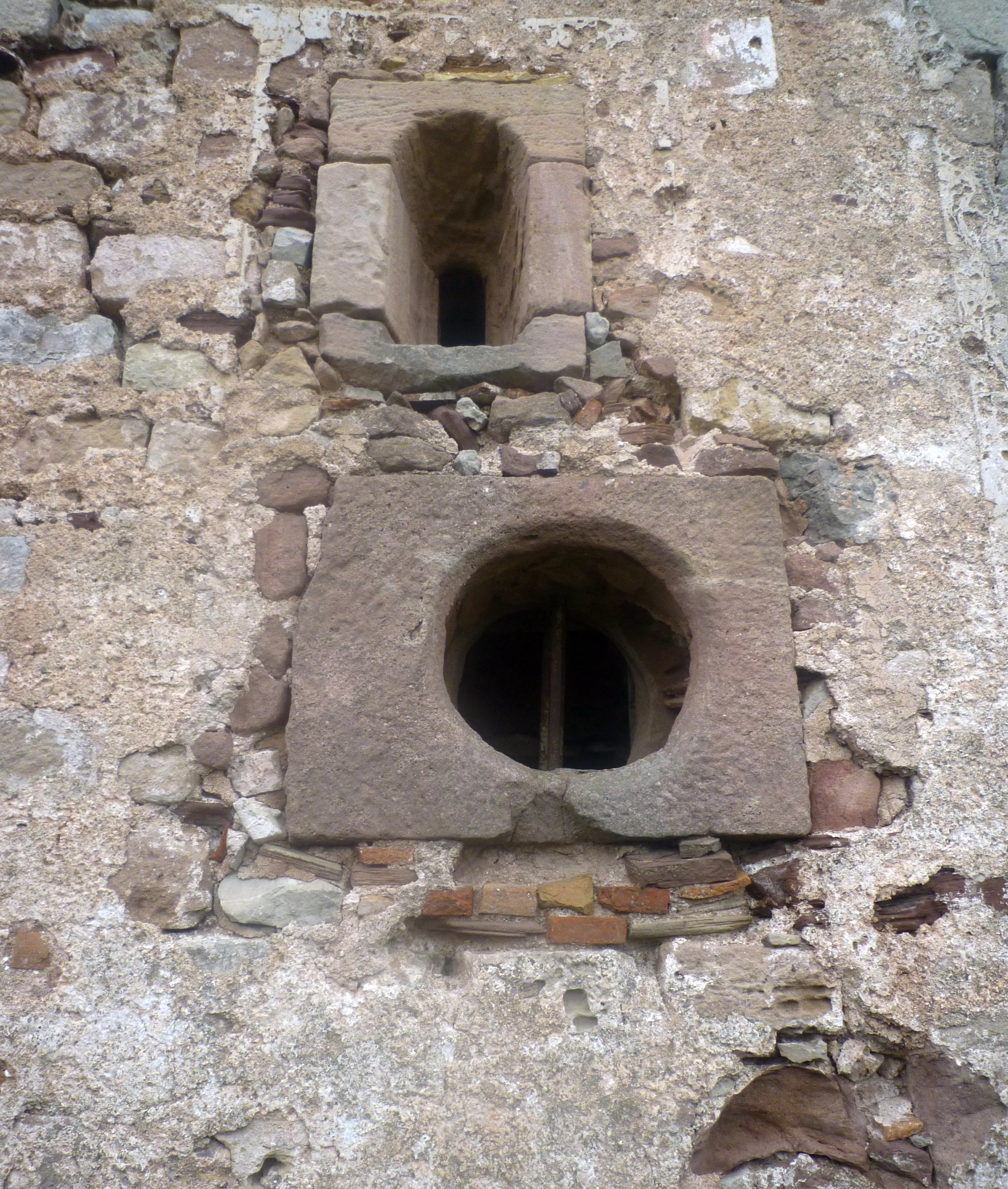
Detall del Castell de Tagamanent (juny 2011)

Les més antigues referències les dona el fons històric de l'Arxiu Capitular de Vic: dos documents dels anys 945 i 947, respectivament, esmenten terres i vinyes deixades a la catedral de Vic pels preveres Nectar i Dacó que es trobaven «in cornitatu Ausona, in terminio de castro Tagamanent». Sempre ha pertangut al bisbat de Vic i al seu comtat històric i així consta en la llista de castells osonencs empenyorats per la comtessa Ermessenda al seu fill Berenguer, l'any 1023, i, més clarament encara, Tagamanent encapçala la llista de castells estrictament osonencs donats en dot pel comte Ramon Berenguer III a la seva filla Maria Roderic, l'octubre de 1107, en casar-se amb el comte Bernat III de Besalú. Tanmateix, des que el rei va tenir-ne el domini directe en el segle xiii, hom tendí a considerar-lo inclòs en la vegueria del Vallès.
El 1231, Jaume I l'empenyorava a Ramon Folc de Cardona, pel deute de 2.500 morabatins que els Cardona l'hi havien deixat, i en 1268 el mateix Jaume I en reclamà la potestat a Ramon Folc de Cardona. Per fi, l'any 1269 el rei Conqueridor en recobra la total potestat i domini, donant al vescomte de Cardona 15.000 sous. D'ençà, el castell va ésser considerat lloc reial i els reis n'encomanaren la batllia i l'administració a diferents senyors durant el segle xiv i següents.
Un capbreu, de l'any 1372, concernent al mas Prat —masia avui desapareguda, situada sota mateix del turó on hi ha la parròquia— al·ludeix a «ipso Prato subtus castri de Tagamanent». L'any 1382 el rei Pere el Cerimoniós va vendre el castell de Tagamanent a Berenguer d'Hostalric, i al setembre de 1463, el castell acredità la seva posició estratègica. La propietat passà als Montbui al segle xv per casament, i més tard als Rocabertí-Perelada (que tenien residència al casal de Vallfornès). Des del segle xvi fou d'alta jurisdicció reial.
Des de la creació del comtat d'Osona a favor dels Cabrera el 1536 el terme s'uní a la sotsvegueria del Vallès. Segles més tard és documentat en prendre partit a favor de Felip V durant la Guerra de Successió i, posteriorment durant la del Francès, quan fou l'escenari, l'any 1812, de la victòria del guerriller Josep Manso sobre les tropes comandades pel guerriller Josep Lamarque. Des de llavors el castell va perdre tot protagonisme fins a arribar a la total desaparició física.